# Orbiniella drakei
Orbiniella drakei är en ringmaskart som beskrevs av Hartman 1967. Orbiniella drakei ingår i släktet Orbiniella och familjen Orbiniidae. Inga underarter finns listade i Catalogue of Life.